# 平樂府
平樂府，元朝时设置的府。

平乐府在广西省的位置（1820年）

元朝大德五年（1301年）设置，明朝仍為平樂府，領州一，七縣。清朝順治初，因明舊。评价：衝，難。隸桂平梧鬱道。平樂協左右營駐防副將駐。領廳一，州一，縣七：平樂縣、恭城縣、富川縣、賀縣、荔浦縣、修仁縣、昭平縣、永安州、信都廳。宣統三年（1911年），析賀縣、懷集暨廣東開建地置信都廳。

## 延伸阅读
[在维基数据编辑]
 《欽定古今圖書集成·方輿彙編·職方典·平樂府部》，出自陈梦雷《古今圖書集成》